# 国鉄C50形蒸気機関車

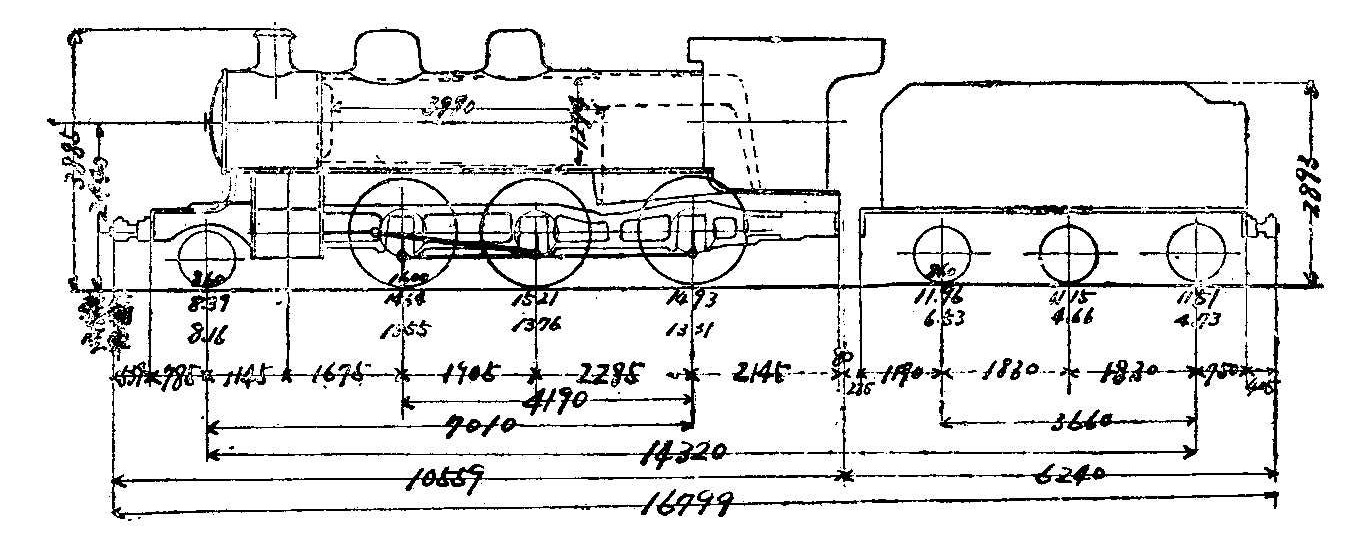
形式図（前期形）

C50形蒸気機関車（C50がたじょうききかんしゃ）は、日本国有鉄道（国鉄）の前身である鉄道省が製造した旅客列車牽引用のテンダー式蒸気機関車である。シゴマル、シゴレの愛称がある。

## 構造
車軸配置2-6-0 (1C) 型の機関車で、1929年（昭和4年）から1933年（昭和8年）の間に154両が製造された。
8620形をベースに、空気ブレーキと給水加熱器を標準装備して近代化を図ったが、反面8620形で採用された島式心向キ台車（先輪と第1動輪を一体化して、第1動輪に横動を与える方式）は採用されず、エコノミー式となり曲線通過性能はその分低下した。また、装備が増えた分、重量が増加し、牽引力は若干増したが、軸重が大きくなり、8620形ほどの汎用性は失われた。
C50 68以降の2次形は、動輪軸重バランスの改善のため、動輪全体を200mm後退させる設計変更を行っている。

## 製造
本形式は、三菱造船所、汽車製造、川崎車輛、日本車輌製造、日立製作所の5社で154両 (C50 1 - 154) が製造された。鉄道省向けだけでなく、樺太庁鉄道向けにも4両が製造されており、1943年（昭和18年）の南樺太の内地化に伴って鉄道省籍に編入され、C50 155 - 158となっている。
製造年次ごとの番号と両数は次のとおりである。
- 1929年：C50 1 - 66, 68 - 96（95両）
- 1930年：C50 67, 97 - 142（47両）
- 1931年：C50 143 - 145（3両）
- 1932年：C50 146 - 152（7両）
- 1933年：C50 153, 154（2両）

製造所別の番号と両数は次のとおりである。
- 三菱造船所（29両） 
  - C50 1 - 4（製造番号50 - 53）
  - C50 40 - 43（製造番号76 - 79）
  - C50 62 - 67（製造番号80, 85 - 89）
  - C50 97（製造番号90）
  - C50 115, 116（製造番号91, 92）
  - C50 129 - 131（製造番号93 - 95）
  - C50 140 - 144（製造番号96, 99 - 102）
  - C50 151 - 154（製造番号112, 113, 116, 117）
- 汽車製造（40両） 
  - C50 5 - 18（製造番号1050 - 1063）
  - C50 50 - 56（製造番号1079 - 1085）
  - C50 68 - 74（製造番号1086 - 1092）
  - C50 101 - 108（製造番号1118 - 1126）
  - C50 119 - 122（製造番号1127 - 1130）
- 川崎車輛（31両） 
  - C50 19 - 35（製造番号1283 - 1299）
  - C50 75 - 83（製造番号1333 - 1341）
  - C50 98 - 100（製造番号1345 - 1347）
  - C50 117, 118（製造番号1348, 1349）
- 日本車輛製造（24両） 
  - C50 36 - 39（製造番号223 - 227）
  - C50 61（製造番号233）
  - C50 90 - 96（製造番号234 - 240）
  - C50 113, 114（製造番号245, 246）
  - C50 126 - 128（製造番号247 - 249）
  - C50 135 - 139（製造番号251 - 253, 258, 259）
  - C50 149, 150（製造番号262, 263）
- 日立製作所（30両） 
  - C50 44 - 49（製造番号332 - 337）
  - C50 57 - 60（製造番号353 - 356）
  - C50 84 - 89（製造番号357 - 362）
  - C50 109 - 112（製造番号386 - 389）
  - C50 123 - 125（製造番号400 - 402）
  - C50 132 - 134（製造番号408 - 410）
  - C50 145 - 148（製造番号442 - 445）

### 樺太庁鉄道8650形
8650形は、樺太庁鉄道に納入された鉄道省C50形の同形機である。基本的に、鉄道省C50形の後期形と同じであるが、耐寒構造の密閉式運転台が特徴である。空気制動機を装備していないため、元空気溜め部分のランボードの段差がなく一直線で、わずかに後半部分が下がっている。
1930年（昭和5年）に汽車製造で2両（製造番号1149, 1150）および川崎車輛で2両（製造番号1385, 1386）の計4両が製造された。当初は8650形 (8650 - 8653) と称したが、後に鉄道省に準じてC50形 (C50 1 - 4) に改められた。1943年には鉄道省に編入され、C50 155 - 158となったが、日本の敗戦とともにソ連に接収され、以後の消息は不明である。

## 運用

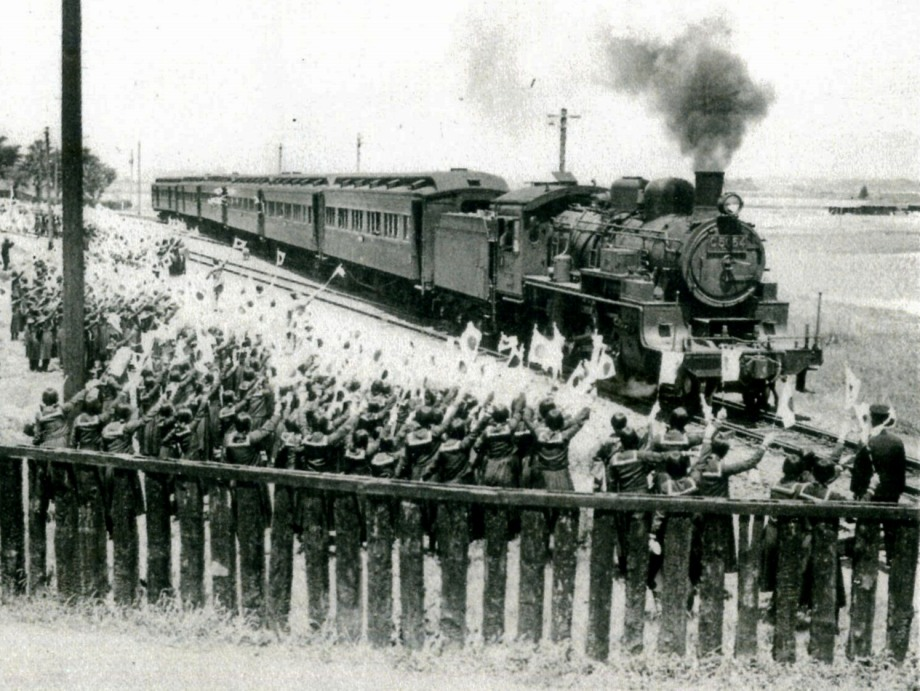
C50形牽引の列車に乗り出征する恩師を見送る、京都府立亀岡高等女学校（現・京都府立亀岡高校）の生徒たち。
1938年（昭和13年）5月11日

戦前は地方の旅客列車や小単位貨物列車など、軽量な列車の牽引に使用されたが、牽引力が比較的ある反面、重量があるため取回しは8620形より悪く、テンダーに設置された給水加熱器も不調で、簡略化した先輪の構造からか脱線も多かった。そのため、C58形の増備とともに戦前の時点で第一線を退き、入換用となるものが多かった。
1933年6月時点におけるC50形の配置状況は、東京鉄道局28両（田端、大宮、小山、桐生）、名古屋鉄道局37両（静岡、浜松、米原）、大阪鉄道局25両（梅小路、明石、湊町、糸崎）、門司鉄道局35両（小郡、行橋、直方、鳥栖、早岐、浦上、熊本、鹿児島）、仙台鉄道局11両（盛岡、福島）、札幌鉄道局18両（小樽築港、岩見沢、札幌）で、四国を除く全国に散らばっている。
1941年（昭和16年）には、C50 1 - 5が軍の要請により供出され、海南島に送られることになったが、都合により台湾に降ろされ、台湾総督府鉄道で使用された。太平洋戦争後にこれらを引き継いだ台湾鉄路管理局ではCT230型 (CT231 - 235) となり、入換用として1960年代末まで使用された。
本土に残ったC50形は2両が戦災により廃車され、1947年（昭和23年）には147両が在籍していた。配置区は、苗穂、長町、小山、桐生、平、新鶴見、大宮、国府津、飯田町、静岡、浜松、稲沢、梅小路、吹田、亀山、姫路、岡山、広島、岩国、小郡、下関、行橋、鹿児島で、かなりの両数が入換用となっていた。
1955年（昭和30年）3月末には144両が残っていたが、中型ディーゼル機関車の実用化に伴って両数を減らし、1960年（昭和35年）3月末には140両、1965年（昭和40年）3月末には76両、1970年（昭和45年）3月末には42両となっていた。営業用としては1968年（昭和43年）の両毛線が最後で（ラッシュ時に間合いで旅客運用を持つものを除く）、最終廃車は1974年（昭和49年）8月のC50 36であった。民間に払下げられたものはなく、また、C12形とともに梅小路蒸気機関車館（現・京都鉄道博物館）の保存対象形式からも外された。

## 保存機
1次型（C50 1 - 67）は保存されたものはなく、2次型に属する6両が保存され現存する。鉄道博物館等に保存されたものはなく、いずれも自治体に貸与され公園・公共施設等に設置しての静態保存となっている。
また、132号機の動輪（片側）が広島県庄原市西城町にある、西日本旅客鉄道（JR西日本）の芸備線備後西城駅前に、鉄道100周年を記念したモニュメントとして展示されている。
| 画像 | 番号    | 所在地                                           | 備考 |
| ---- | ------- | ------------------------------------------------ | --- |
|      | C50 103 | 福島県南相馬市原町区牛来字出口194 南相馬市博物館 | |
|      | C50 123 | 栃木県小山市駅東通り2-25 駅東中央公園            | 1968年まで両毛線で使用された後、1970年まで駅構内で入換作業に用いられていた。 |
|      | C50 75  | 東京都足立区鹿浜3丁目26-1 北鹿浜公園             | |
|      | C50 96  | 静岡県焼津市栄町1丁目9 小石川公園                | |
|      | C50 154 | 三重県亀山市関町新所1545 観音山公園              | C50のラストナンバー。汽笛の上部がなくナンバープレートも盗難かは不明だがレプリカに取り換えられている。 ラストナンバーだったこともあり梅小路で保存される予定だったが外された。保存状態はとても良い。 |
|      | C50 125 | 山口県柳井市南町1丁目2-2 駅南公園                | |